# Mesa (programozási nyelv)
A Mesa egy imperatív programozási nyelv. A Xerox PARC fejlesztői alkották meg az 1970-es években. Alkalmazási területe elsősorban a grafikus felhasználói felülettel rendelkező Xerox Star munkaállomások programozására szűkült le. Nem tartozott a széles körben használatos programozási nyelvek közé, a számítástechnika történetében betöltött szerepe mégis jelentős. Bevezetett újításai közül a szálak, a kivételkezelés és a szinkronizáció a modern programozási nyelvek alapvető eszközeivé váltak.

## Fordítás
Ez a szócikk részben vagy egészben az Mesa (programming language) című angol Wikipédia-szócikk ezen változatának fordításán alapul.  Az eredeti cikk szerkesztőit annak laptörténete sorolja fel. Ez a jelzés csupán a megfogalmazás eredetét és a szerzői jogokat jelzi, nem szolgál a cikkben szereplő információk forrásmegjelöléseként.